# Norma técnica (estándar)

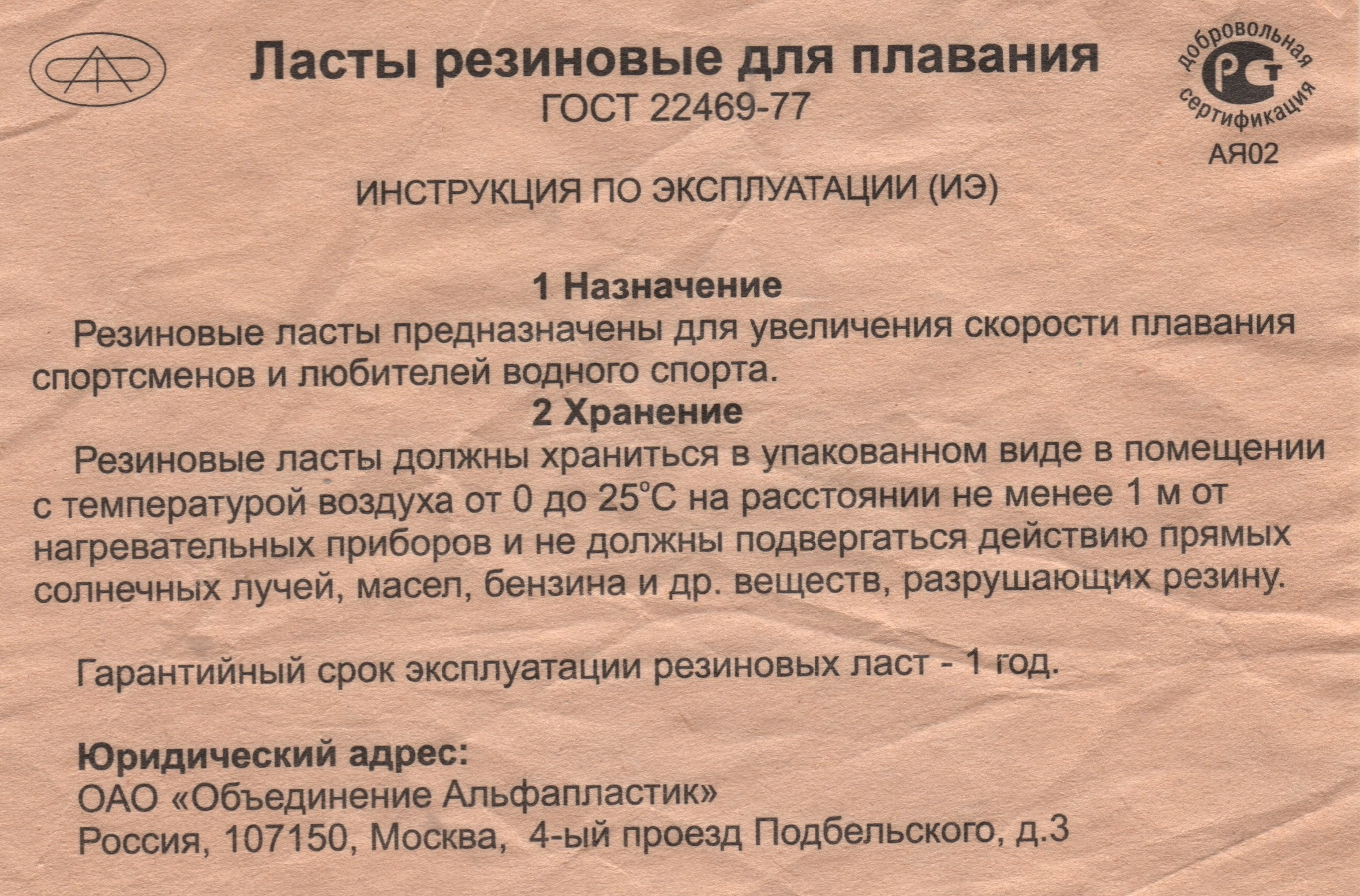
Imagen de un folleto de instrucciones en ruso que acompaña a las aletas de natación fabricadas por la empresa moscovita Alphaplastic. El documento certifica el cumplimiento voluntario de la norma GOST 22469-77, vigente hasta el momento, para aletas de natación, publicada por primera vez durante la era soviética. El resto del texto describe el propósito, las condiciones de almacenamiento recomendadas y las condiciones de garantía del producto.

Las normas técnicas (estándares, del inglés standard) son documentos técnicos emitidos por organismos de normalización, que establecen requisitos, condiciones de ensayo, características u orientaciones sobre productos, procesos de fabricación o de gestión, aspectos ambientales, etc.  Puede incluir términos y definiciones; clasificación de componentes; procedimientos, especificación de las dimensiones, materiales, características técnicas o las prestaciones; aspectos relacionados con la calidad de los productos, servicios o las organizaciones; métodos de ensayo; etc. En la Ley 21/1992 de Industria de España se define del modo siguiente:
La especificación técnica de aplicación repetitiva o continuada cuya observancia no es obligatoria, establecida con participación de todas las partes interesadas, que aprueba un Organismo reconocido, a nivel nacional o internacional, por su actividad normativa.
Contienen especificaciones técnicas de aplicación voluntaria, en contraposición con los requisitos establecidos en leyes o reglamentos publicados por las Administraciones Públicas, que pueden ser obligatorios para determinados fines o situaciones. No obstante, en ocasiones la administración emplea el término norma para hacer referencia a sus publicaciones, aunque no se correspondería en ese caso con el concepto de este artículo. Como ejemplo, la Norma 3.1-IC Trazado de Carreteras de España.

## Características
Las normas técnicas publicadas por organismos de normalización tienen las siguientes características:
- Son elaborados por consenso de las partes interesadas, entre otras organizaciones:
  - Fabricantes.
  - Administraciones públicas.
  - Usuarios y consumidores.
  - Centros de investigación y universidades.
  - Organismos de certificación y laboratorios.
  - Colegios y asociaciones profesionales.
  - Asociaciones empresariales.
  - Agentes sociales.
  - Organizaciones no gubernamentales
- Están basados en los resultados de la experiencia y el desarrollo tecnológico.
- Son aprobados por un organismo nacional, regional o internacional de normalización reconocido.
- Su aplicación es voluntaria.
- Están disponibles al público.

Las normas ofrecen un lenguaje de punto común de comunicación entre las empresas, la administración pública, los usuarios y consumidores. Las normas establecen un equilibrio socioeconómico entre los distintos agentes que participan en las transacciones comerciales, base de cualquier economía de mercado, y son un patrón necesario de confianza entre cliente y proveedor.
Los países editan sus normas nacionales, que pueden ser adopción de otras internacionales o regionales. Como ejemplo, en España se publican como Normas UNE.

## Organismos de normalización

### Organismos de normalización nacionales
Los países suelen tener uno o varios organismos de normalización reconocidos, en función de la temática. A continuación, algunos ejemplos:
- España: Asociación Española de Normalización
- Argentina: Instituto Argentino de Normalización y Certificación
- Brasil: Associação Brasileira de Normas Técnicas
- Chile: Instituto Nacional de Normalización (Chile)
- Paraguay: Instituto Nacional de Tecnología, Normalización y Metrología (Paraguay)
- México: Dirección General de Normas (México)
- Perú: Instituto Nacional de Calidad (Perú)
- Alemania: Deutsches Institut für Normung
- Francia: Association française de Normalisation
- Reino Unido: British Standards Institution
- Uruguay: Instituto Uruguayo de Normas Técnicas

### Organismos de normalización internacionales
A nivel internacional o regional, existen varios organismos de normalización, formados generalmente por los organismos nacionales. 
A nivel internacional:
- Organización Internacional de Normalización
- Comisión Electrotécnica Internacional

A nivel regional:
- Europa: Comité Europeo de Normalización, Comité Europeo de Normalización Electrotécnica y Instituto Europeo de Normas de Telecomunicaciones
- Comisión Panamericana de Normas Técnicas